# Ronde van Frankrijk 2023/Startlijst
Deze pagina bevat de startlijst van de 110e Ronde van Frankrijk die op zaterdag 1 juli 2023 van start ging in Bilbao. In totaal deden er 22 ploegen mee aan de rittenkoers die op zondag 23 juli eindigde in Parijs. 
Iedere ploeg startte met acht renners, wat het totaal aantal deelnemers op 176 bracht. Er vielen in totaal 26 wielrenners uit.

## Overzicht

### Team Jumbo-Visma
| Rugnummer | Renner               | Prestaties deze ronde                                                                                              | Opmerkingen                                                              | Eindklassering |
| --------- | -------------------- | --- | ------------------------------------------------------------------------ | -------------- |
| 1         | Jonas Vingegaard     | Winnaar: 16e etappe 6e, 7e, 8e, 9e, 10e, 11e, 12e, 13e, 14e, 15e, 16e, 17e, 18e, 19e, 20e en 21e etappe 14e etappe | Eindwinnaar Ronde van Frankrijk 2023                                     | Goud           |
| 2         | Tiesj Benoot         | | Beste Belg Ronde van Frankrijk 2023                                      | 24e            |
| 3         | Wilco Kelderman      | | Beste Nederlander Ronde van Frankrijk 2023                               | 18e            |
| 4         | Sepp Kuss            | |                                                                          | 12e            |
| 5         | Christophe Laporte   | |                                                                          | 80e            |
| 6         | Wout van Aert        | 5e en 6e etappe | Niet gestart in de 18e etappe, zijn vrouw stond op het punt van bevallen | DNF            |
| 7         | Dylan van Baarle     | |                                                                          | 42e            |
| 8         | Nathan Van Hooydonck | |                                                                          | 93e            |
| Ploeg     |                      | 1e, 2e, 3e, 4e, 5e, 6e, 7e, 8e, 15e, 16e, 17e, 18e, 19e, 20e en 21e etappe                                         | Winnaar Ploegenklassement Ronde van Frankrijk 2023                       |                |

### UAE Team Emirates
| Rugnummer | Renner               | Prestaties deze ronde | Opmerkingen                                         | Eindklassering |
| --------- | -------------------- | --- | --------------------------------------------------- | -------------- |
| 11        | Tadej Pogačar        | Winnaar: 6e en 20e etappe 1e, 2e, 3e, 4e, 5e, 6e, 7e, 8e, 9e, 10e, 11e, 12e, 13e, 14e, 15e, 16e, 17e, 18e, 19e, 20e en 21e etappe | Winnaar Jongerenklassement Ronde van Frankrijk 2023 | Zilver         |
| 12        | Mikkel Bjerg         | |                                                     | 123e           |
| 14        | Felix Grossschartner | |                                                     | 23e            |
| 15        | Vegard Stake Laengen | |                                                     | 102e           |
| 16        | Rafał Majka          | |                                                     | 14e            |
| 17        | Marc Soler           | |                                                     | 56e            |
| 18        | Matteo Trentin       | |                                                     | 107e           |
| 19        | Adam Yates           | Winnaar: 1e etappe 1e, 2e, 3e en 4e etappe 1e etappe                                                                              |                                                     | Brons          |

### INEOS Grenadiers
| Rugnummer | Renner               | Prestaties deze ronde | Opmerkingen                                                                | Eindklassering |
| --------- | -------------------- | --------------------- | -------------------------------------------------------------------------- | -------------- |
| 21        | Egan Bernal          |                       |                                                                            | 36e            |
| 22        | Jonathan Castroviejo |                       |                                                                            | 15e            |
| 23        | Omar Fraile          |                       |                                                                            | 60e            |
| 24        | Michał Kwiatkowski   | Winnaar: 13e etappe   |                                                                            | 49e            |
| 25        | Daniel Martínez      |                       | Niet gestart in de 15e etappe door hersenschudding na val in de 14e etappe | DNF            |
| 26        | Tom Pidcock          |                       |                                                                            | 13e            |
| 27        | Carlos Rodríguez     | Winnaar: 14e etappe   |                                                                            | 5e             |
| 28        | Ben Turner           |                       | Opgave tijdens de 13e etappe vanwege maagproblemen                         | DNF            |
| Ploeg     |                      | 13e en 14e etappe     |                                                                            |                |

### Groupama-FDJ
| Rugnummer | Renner            | Prestaties deze ronde | Opmerkingen | Eindklassering |
| --------- | ----------------- | --------------------- | ----------- | -------------- |
| 31        | David Gaudu       |                       |             | 9e             |
| 32        | Kévin Geniets     |                       |             | 41e            |
| 33        | Stefan Küng       |                       |             | 54e            |
| 34        | Olivier Le Gac    |                       |             | 131e           |
| 35        | Valentin Madouas  |                       |             | 20e            |
| 36        | Quentin Pacher    |                       |             | 63e            |
| 37        | Thibaut Pinot     | 20e etappe            |             | 11e            |
| 38        | Lars van den Berg |                       |             | 70e            |

### EF Education-EasyPost
| Rugnummer | Renner          | Prestaties deze ronde                                                 | Opmerkingen | Eindklassering |
| --------- | --------------- | --------------------------------------------------------------------- | --- | -------------- |
| 41        | Richard Carapaz |                                                                       | Niet gestart in de 2e etappe na de valpartij in de 1e etappe, hij reed die etappe uit met een breuk in zijn linkerknieschijf. | DNF            |
| 42        | Andrey Amador   |                                                                       | | 110e           |
| 43        | Alberto Bettiol |                                                                       | | 83e            |
| 44        | Esteban Chaves  |                                                                       | Uitgevallen tijdens de 14e etappe, betrokken bij een massale valpartij van ongeveer dertig renners                            | DNF            |
| 45        | Magnus Cort     |                                                                       | | 96e            |
| 46        | Neilson Powless | 1e, 2e, 3e, 4e, 6e, 7e, 8e, 9e, 10e, 11e, 12e en 13e etappe 2e etappe | | 66e            |
| 47        | James Shaw      |                                                                       | Uitgevallen tijdens de 14e etappe door een valpartij in een afdaling                                                          | DNF            |
| 48        | Rigoberto Urán  |                                                                       | | 71e            |

### Soudal Quick-Step
| Rugnummer | Renner             | Prestaties deze ronde | Opmerkingen                   | Eindklassering |
| --------- | ------------------ | --------------------- | ----------------------------- | -------------- |
| 51        | Julian Alaphilippe |                       |                               | 33e            |
| 52        | Kasper Asgreen     | Winnaar: 18e etappe   |                               | 87e            |
| 53        | Rémi Cavagna       |                       |                               | 106e           |
| 54        | Tim Declercq       |                       |                               | 118e           |
| 55        | Dries Devenyns     |                       |                               | 119e           |
| 56        | Fabio Jakobsen     |                       | Niet gestart in de 12e etappe | DNF            |
| 57        | Yves Lampaert      |                       |                               | 104e           |
| 58        | Michael Mørkøv     |                       |                               | 150e           |

### Bahrain-Victorious
| Rugnummer | Renner        | Prestaties deze ronde      | Opmerkingen                                  | Eindklassering |
| --------- | ------------- | -------------------------- | -------------------------------------------- | -------------- |
| 62        | Mikel Landa   |                            |                                              | 19e            |
| 63        | Nikias Arndt  |                            |                                              | 121e           |
| 64        | Phil Bauhaus  |                            | Opgave na grote achterstand in de 17e etappe | DNF            |
| 65        | Pello Bilbao  | Winnaar: 10e etappe        |                                              | 6e             |
| 66        | Jack Haig     |                            |                                              | 28e            |
| 67        | Matej Mohorič | Winnaar: 19e etappe        |                                              | 72e            |
| 68        | Wout Poels    | Winnaar: 15e etappe        |                                              | 27e            |
| 69        | Fred Wright   |                            |                                              | 92e            |
| Ploeg     |               | 9e, 10e, 11e en 12e etappe |                                              |                |

### BORA-hansgrohe
| Rugnummer | Renner           | Prestaties deze ronde | Opmerkingen | Eindklassering |
| --------- | ---------------- | --------------------- | ----------- | -------------- |
| 71        | Jai Hindley      | Winnaar: 5e etappe    |             | 7e             |
| 72        | Emanuel Buchmann |                       |             | 21e            |
| 73        | Marco Haller     |                       |             | 78e            |
| 74        | Bob Jungels      |                       |             | 26e            |
| 75        | Patrick Konrad   |                       |             | 82e            |
| 76        | Jordi Meeus      | Winnaar: 21e etappe   |             | 139e           |
| 77        | Nils Politt      |                       |             | 62e            |
| 78        | Danny van Poppel |                       |             | 116e           |

### Lidl-Trek
| Rugnummer | Renner            | Prestaties deze ronde                                 | Opmerkingen                                                              | Eindklassering |
| --------- | ----------------- | ----------------------------------------------------- | ------------------------------------------------------------------------ | -------------- |
| 81        | Giulio Ciccone    | 14e etappe 15e, 16e, 17e, 18e, 19e, 20e en 21e etappe | Winnaar Bergklassement Ronde van Frankrijk 2023                          | 32e            |
| 82        | Tony Gallopin     |                                                       |                                                                          | 86e            |
| 83        | Mattias Skjelmose |                                                       |                                                                          | 29e            |
| 84        | Alex Kirsch       |                                                       |                                                                          | 115e           |
| 85        | Juan Pedro López  |                                                       |                                                                          | 74e            |
| 86        | Mads Pedersen     | Winnaar: 8e etappe                                    |                                                                          | 105e           |
| 87        | Quinn Simmons     |                                                       | Niet gestart in de 9e etappe, door naweeën van zware val in de 5e etappe | DNF            |
| 88        | Jasper Stuyven    |                                                       |                                                                          | 79e            |

### AG2R-Citroën
| Rugnummer | Renner                 | Prestaties deze ronde                    | Opmerkingen | Eindklassering |
| --------- | ---------------------- | ---------------------------------------- | ----------- | -------------- |
| 91        | Ben O'Connor           |                                          |             | 17e            |
| 92        | Clément Berthet        |                                          |             | 25e            |
| 93        | Benoît Cosnefroy       | 4e etappe                                |             | 101e           |
| 94        | Stan Dewulf            |                                          |             | 81e            |
| 95        | Felix Gall             | Winnaar: 17e etappe 5e etappe 17e etappe |             | 8e             |
| 96        | Oliver Naesen          |                                          |             | 76e            |
| 97        | Aurélien Paret-Peintre |                                          |             | 55e            |
| 98        | Nans Peters            |                                          |             | 73e            |

### Alpecin-Deceuninck
| Rugnummer | Renner               | Prestaties deze ronde | Opmerkingen                                       | Eindklassering |
| --------- | -------------------- | --- | ------------------------------------------------- | -------------- |
| 101       | Mathieu van der Poel | 12e etappe |                                                   | 57e            |
| 102       | Silvan Dillier       | |                                                   | 129e           |
| 103       | Michael Gogl         | |                                                   | 133e           |
| 104       | Quinten Hermans      | |                                                   | 113e           |
| 105       | Søren Kragh Andersen | |                                                   | 122e           |
| 106       | Jasper Philipsen     | Winnaar: 3e, 4e, 7e en 11e etappe 4e, 5e, 6e, 7e, 8e, 9e, 10e, 11e, 12e, 13e, 14e, 15e, 16e, 17e, 18e, 19e, 20e en 21e etappe | Winnaar Puntenklassement Ronde van Frankrijk 2023 | 97e            |
| 107       | Jonas Rickaert       | |                                                   | 114e           |
| 108       | Ramon Sinkeldam      | | Opgave tijdens de 14e etappe                      | DNF            |

### Intermarché-Circus-Wanty
| Rugnummer | Renner           | Prestaties deze ronde | Opmerkingen                                                                                        | Eindklassering |
| --------- | ---------------- | --------------------- | -------------------------------------------------------------------------------------------------- | -------------- |
| 111       | Biniam Girmay    |                       | | 125e           |
| 112       | Lilian Calmejane |                       | | 77e            |
| 113       | Rui Costa        |                       | | 67e            |
| 114       | Louis Meintjes   |                       | Uitgevallen tijdens de 14e etappe, betrokken bij een massale valpartij van ongeveer dertig renners | DNF            |
| 115       | Adrien Petit     | 15e etappe            | | 143e           |
| 116       | Dion Smith       |                       | | 111e           |
| 117       | Mike Teunissen   |                       | | 103e           |
| 118       | Georg Zimmermann |                       | | 47e            |

### Cofidis
| Rugnummer | Renner           | Prestaties deze ronde              | Opmerkingen                                     | Eindklassering |
| --------- | ---------------- | ---------------------------------- | ----------------------------------------------- | -------------- |
| 121       | Guillaume Martin |                                    |                                                 | 10e            |
| 122       | Bryan Coquard    |                                    |                                                 | 98e            |
| 123       | Simon Geschke    |                                    | Opgave tijdens de 18e etappe door maagproblemen | DNF            |
| 124       | Jon Izagirre     | Winnaar: 12e etappe                |                                                 | 45e            |
| 125       | Victor Lafay     | Winnaar: 2e etappe 2e en 3e etappe | Opgave tijdens de 20e etappe                    | DNF            |
| 126       | Anthony Perez    |                                    | Niet gestart in de 18e etappe                   | DNF            |
| 127       | Alexis Renard    |                                    | Niet gestart in de 17e etappe, elleboogbreuk    | DNF            |
| 128       | Axel Zingle      |                                    |                                                 | 142e           |

### Movistar Team
| Rugnummer | Renner            | Prestaties deze ronde | Opmerkingen                                                                                        | Eindklassering |
| --------- | ----------------- | --------------------- | -------------------------------------------------------------------------------------------------- | -------------- |
| 131       | Enric Mas         |                       | Opgave tijdens de 1e etappe                                                                        | DNF            |
| 132       | Ruben Guerreiro   |                       | Opgave tijdens de 14e etappe                                                                       | DNF            |
| 133       | Alex Aranburu     |                       | | 52e            |
| 134       | Gorka Izagirre    |                       | | 37e            |
| 135       | Matteo Jorgenson  | 9e etappe             | Niet gestart in de tijdrit/16e etappe door spierblessure in het linkerdijbeen                      | DNF            |
| 136       | Gregor Mühlberger |                       | | 44e            |
| 137       | Nélson Oliveira   |                       | | 53e            |
| 138       | Antonio Pedrero   |                       | Uitgevallen tijdens de 14e etappe, betrokken bij een massale valpartij van ongeveer dertig renners | DNF            |

### Team DSM-Firmenich
| Rugnummer | Renner          | Prestaties deze ronde | Opmerkingen                                                          | Eindklassering |
| --------- | --------------- | --------------------- | -------------------------------------------------------------------- | -------------- |
| 141       | Romain Bardet   |                       | Uitgevallen tijdens de 14e etappe door een valpartij in een afdaling | DNF            |
| 142       | John Degenkolb  |                       |                                                                      | 145e           |
| 143       | Matthew Dinham  |                       |                                                                      | 58e            |
| 144       | Alex Edmondson  |                       |                                                                      | 146e           |
| 145       | Nils Eekhoff    |                       |                                                                      | 138e           |
| 146       | Chris Hamilton  |                       |                                                                      | 46e            |
| 147       | Kevin Vermaerke |                       |                                                                      | 61e            |
| 148       | Sam Welsford    |                       |                                                                      | 144e           |

### Israel-Premier Tech
| Rugnummer | Renner           | Prestaties deze ronde | Opmerkingen | Eindklassering |
| --------- | ---------------- | --------------------- | ----------- | -------------- |
| 151       | Michael Woods    | Winnaar: 9e etappe    |             | 48e            |
| 152       | Guillaume Boivin |                       |             | 126e           |
| 153       | Simon Clarke     |                       |             | 109e           |
| 154       | Hugo Houle       |                       |             | 38e            |
| 155       | Krists Neilands  | 10e etappe            |             | 50e            |
| 156       | Nick Schultz     |                       |             | 39e            |
| 157       | Corbin Strong    |                       |             | 90e            |
| 158       | Dylan Teuns      |                       |             | 35e            |

### Team Jayco AlUla
| Rugnummer | Renner                  | Prestaties deze ronde | Opmerkingen | Eindklassering |
| --------- | ----------------------- | --------------------- | ----------- | -------------- |
| 161       | Simon Yates             |                       |             | 4e             |
| 162       | Lawson Craddock         |                       |             | 84e            |
| 163       | Luke Durbridge          |                       |             | 130e           |
| 164       | Dylan Groenewegen       |                       |             | 137e           |
| 165       | Chris Harper            |                       |             | 16e            |
| 166       | Christopher Juul-Jensen |                       |             | 117e           |
| 167       | Luka Mezgec             |                       |             | 112e           |
| 168       | Elmar Reinders          |                       |             | 141e           |

### Arkéa-Samsic
| Rugnummer | Renner              | Prestaties deze ronde | Opmerkingen | Eindklassering |
| --------- | ------------------- | --------------------- | ----------- | -------------- |
| 171       | Warren Barguil      |                       |             | 22e            |
| 172       | Jenthe Biermans     |                       |             | 128e           |
| 173       | Clément Champoussin |                       |             | 51e            |
| 174       | Anthony Delaplace   |                       |             | 68e            |
| 175       | Simon Guglielmi     | 7e etappe             |             | 69e            |
| 176       | Matis Louvel        |                       |             | 65e            |
| 177       | Luca Mozzato        |                       |             | 132e           |
| 178       | Laurent Pichon      | 3e etappe             |             | 124e           |

### Lotto-Dstny
| Rugnummer | Renner             | Prestaties deze ronde | Opmerkingen                                                           | Eindklassering |
| --------- | ------------------ | --------------------- | --------------------------------------------------------------------- | -------------- |
| 181       | Caleb Ewan         |                       | Opgave tijdens de 13e etappe                                          | DNF            |
| 182       | Victor Campenaerts | 18e en 19e etappe     | Winnaar Strijdlust Ronde van Frankrijk 2023                           | 64e            |
| 183       | Jasper De Buyst    |                       |                                                                       | 136e           |
| 184       | Pascal Eenkhoorn   |                       |                                                                       | 91e            |
| 185       | Frederik Frison    |                       |                                                                       | 147e           |
| 186       | Jacopo Guarnieri   |                       | Niet gestart in de 5e etappe, sleutelbeenbreuk na val in de 4e etappe | DNF            |
| 187       | Maxim Van Gils     |                       |                                                                       | 59e            |
| 188       | Florian Vermeersch |                       |                                                                       | 120e           |

### Astana Qazaqstan
| Rugnummer | Renner            | Prestaties deze ronde | Opmerkingen                                                           | Eindklassering |
| --------- | ----------------- | --------------------- | --------------------------------------------------------------------- | -------------- |
| 191       | Mark Cavendish    |                       | Uitgevallen na valpartij in de 8e etappe, sleutelbeenbreuk            | DNF            |
| 192       | Cees Bol          |                       |                                                                       | 149e           |
| 193       | David de la Cruz  |                       | Uitgevallen na valpartij in de 12e etappe                             | DNF            |
| 194       | Jevgenıı Fedorov  |                       |                                                                       | 148e           |
| 195       | Aleksej Loetsenko |                       |                                                                       | 40e            |
| 196       | Gianni Moscon     |                       |                                                                       | 135e           |
| 197       | Luis León Sánchez |                       | Niet gestart in de 5e etappe, sleutelbeenbreuk na val in de 4e etappe | DNF            |
| 198       | Harold Tejada     |                       |                                                                       | 34e            |

### Uno-X Pro Cycling Team
| Rugnummer | Renner                     | Prestaties deze ronde | Opmerkingen | Eindklassering |
| --------- | -------------------------- | --------------------- | ----------- | -------------- |
| 201       | Alexander Kristoff         |                       |             | 134e           |
| 202       | Jonas Abrahamsen           |                       |             | 85e            |
| 203       | Anthon Charmig             |                       |             | 99e            |
| 204       | Tobias Halland Johannessen |                       |             | 30e            |
| 205       | Rasmus Tiller              |                       |             | 108e           |
| 206       | Torstein Træen             |                       |             | 95e            |
| 207       | Søren Wærenskjold          |                       |             | 140e           |
| 208       | Jonas Gregaard             |                       |             | 43e            |

### Team TotalEnergies
| Rugnummer | Renner               | Prestaties deze ronde | Opmerkingen                              | Eindklassering |
| --------- | -------------------- | --------------------- | ---------------------------------------- | -------------- |
| 211       | Peter Sagan          |                       |                                          | 127e           |
| 212       | Edvald Boasson Hagen |                       |                                          | 100e           |
| 213       | Mathieu Burgaudeau   |                       |                                          | 31e            |
| 214       | Steff Cras           |                       | Uitgevallen na valpartij in de 8e etappe | DNF            |
| 215       | Valentin Ferron      |                       |                                          | 89e            |
| 216       | Pierre Latour        |                       |                                          | 75e            |
| 217       | Daniel Oss           | 11e etappe            |                                          | 88e            |
| 218       | Anthony Turgis       | 8e etappe             |                                          | 94e            |

## Deelnemers per land
| Land                | Deelnemers | In competitie | Etappewinst                                           |
| ------------------- | ---------- | ------------- | ----------------------------------------------------- |
| Australië           | 12         | 11            | 1 (Jai Hindley)                                       |
| België              | 21         | 19            | 5 (Jasper Philipsen 4x en Jordi Meeus)                |
| Canada              | 3          | 3             | 1 (Michael Woods)                                     |
| Colombia            | 5          | 3             |                                                       |
| Costa Rica          | 1          | 1             |                                                       |
| Denemarken          | 11         | 11            | 3 (Mads Pedersen, Jonas Vingegaard en Kasper Asgreen) |
| Duitsland           | 7          | 5             |                                                       |
| Ecuador             | 1          | 0             |                                                       |
| Eritrea             | 1          | 1             |                                                       |
| Frankrijk           | 32         | 28            | 1 (Victor Lafay)                                      |
| Italië              | 7          | 6             |                                                       |
| Kazachstan          | 2          | 2             |                                                       |
| Letland             | 1          | 1             |                                                       |
| Luxemburg           | 3          | 3             |                                                       |
| Nederland           | 14         | 12            | 1 (Wout Poels)                                        |
| Nieuw-Zeeland       | 2          | 2             |                                                       |
| Noorwegen           | 8          | 8             |                                                       |
| Oostenrijk          | 6          | 6             | 1 (Felix Gall)                                        |
| Polen               | 2          | 2             | 1 (Michał Kwiatkowski)                                |
| Portugal            | 3          | 2             |                                                       |
| Slovenië            | 3          | 3             | 3 (Tadej Pogačar 2x en Matej Mohorič)                 |
| Slowakije           | 1          | 1             |                                                       |
| Spanje              | 14         | 10            | 3 (Peio Bilbao, Jon Izagirre en Carlos Rodríguez)     |
| Verenigd Koninkrijk | 7          | 4             | 1 (Adam Yates)                                        |
| Verenigde Staten    | 6          | 4             |                                                       |
| Zuid-Afrika         | 1          | 0             |                                                       |
| Zwitserland         | 2          | 2             |                                                       |
| Totaal:             | 176        | 150           | 21                                                    |